# AsiaWorld–Arena
AsiaWorld–Arena (of Hal 1 van AsiaWorld-Expo ) is de grootste overdekte locatie voor optredens in Hongkong. Het heeft een maximale capaciteit van 12.500 zitplaatsen/14.000 staanplaatsen + zitplaatsen en een plafondhoogte van 19 meter. Het ligt naast de internationale luchthaven. Er worden veel concerten, sportevenementen en andere vormen van entertainment gehouden. 

## Evenementen
AsiaWorld–Arena is sinds de opening op 21 december 2005 de drukst bezochte overdekte locatie in Hong Kong. Veel lokale, regionale en internationale artiesten hebben hier opgetreden, met optredens uit uiteenlopende muziekgenres. One Direction zong hier hun laatste optreden tijdens de On the Road Again Tour. Madonna verkocht twee keer de zaal uit met haar Rebel Heart Tour. Ariana Grande sloot haar Dangerous Woman Tour af in de arena. Ook de finale van Miss International 2017, was in de AsiaWorld-Arena.